# BMP (facteur de croissance)
Pour les articles homonymes, voir BMP.

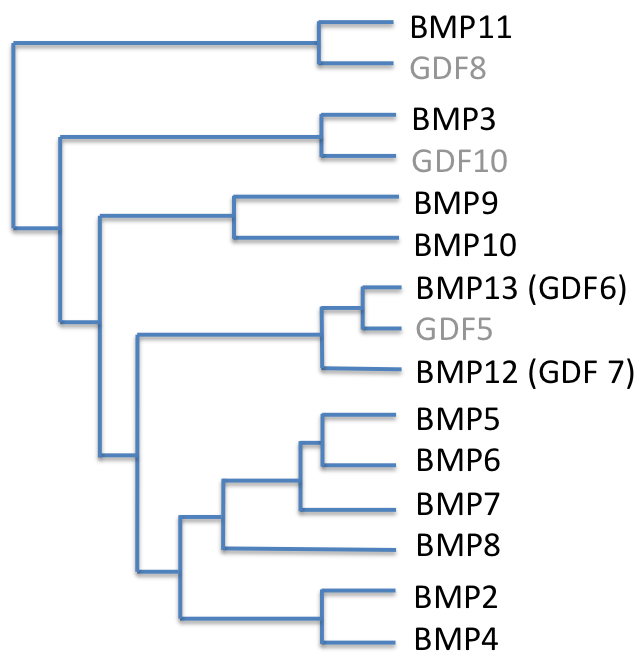
Les protéines osseuses morphogénétiques chez les mammifères.

Les BMP (pour « Bone morphogenetic protein » ou protéine osseuse morphogénétique) sont une famille de protéines, de type facteur de croissance de type TGF β.

## Rôles
Ils interviennent dans l'embryogenèse au niveau de nombreux tissus, dont l’œsophage. Agissant avec FGF (ou facteur de croissance des fibroblastes), ils régulent les mouvements des cellules dans mésoderme de l'embryon en régulant l'expression des gènes homéotiques HOX. 